# Chris Ramsey
Christopher ("Chris") Leroy Ramsey (Bristol, 28 april 1962) is een voormalig Engels voetballer die gedurende zijn carrière uitkwam voor Brighton & Hove Albion, Swindon Town en Southend United. Tevens werkte hij als hoofdcoach van Queens Park Rangers FC.

## Trainerscarrière
Chris Ramsey begon als trainer bij Engeland onder 20 en het Amerikaanse Charleston Battery. Na het ontslag van Harry Redknapp werkte hij eerst als hoofdtrainer ad interim bij Queens Park Rangers. In mei van dat jaar werd hij definitief door de club aangesteld. Met QPR degradeerde hij in het seizoen 2014/15 uit de Premier League. In november 2015 werd hij echter al uit zijn functie als hoofdtrainer ontheven na een teleurstellende dertiende plaats in de eindrangschikking. De functie van hoofdcoach werd tijdelijk overgenomen door Neil Warnock.